# Franklin J. Schaffner
Franklin James Schaffner (30. svibnja 1920. – 2. srpnja 1989.), američki filmski redatelj.
Schaffner je rođen kao sin misionara u  Tokiju, Japan te je odrastao u toj zemlji. Vratio se u  Sjedinjene Države i diplomirao na koledžu Franklin and Marshall u Lancasteru, Pennsylvania, gdje je bio aktivan u dramama. Studirao je pravo na sveučilištu Columbia u New Yorku, ali studij je poremetila služba u američkoj mornarici u  Drugom svjetskom ratu, gdje je služio u Europi i Sjevernoj Africi. U posljednjoj fazi rata poslan je na Pacifik.
Vrativši se u SAD, počeo je raditi na televiziji, na postaji CBS. Osvojio je Emmyja za režiju originalne televizijske drame iz 1954., 12 bijesnih ljudi. Kasnije je zaradio još dva Emmyja.
1960. je režirao kazališni komad Allena Druryja, Advise and Consent. Njegov prvi holivudski film bio je hvaljeni i utjecajni hit  Planet majmuna. Njegov sljedeći film, Patton, bio je veliki uspjeh za koji je osvojio Oscara za režiju i nagradu Američkog udruženja redatelja.
Schaffner se 1948. oženio s Helen Jane Gilchrist. Dobili su dvoje djece.
1987. je izabran za predsjednika Američkog udruženja redatelja.
Schaffner je umro 1989., a pokopan je u Westwood Villageu, Los Angeles, Kalifornija.

## Filmografija
- Woman of Summer (1963.)
- The Best Man (1964.)
- Gospodar rata (1965.)
- The Double Man (1967.)
- Planet majmuna (1968.)
- Patton (1970.)
- Nicholas i Alexandra (1971.)
- Papilon (1973.)
- Islands in the Stream (1976.)
- Momci iz Brazila (1978.)
- Sphinx (1980.)
- Da, Giorgio (1982.)
- Lavlje srce (1987.)
- Welcome Home (1989.)

## Vanjske poveznice
- Franklin J. Schaffner u internetskoj bazi filmova IMDb-u (engl.)